# Izumi Inamori
Izumi Inamori (稲森いずみ, Inamori Izumi), née le 19 mars 1972 à Kagoshima, est une actrice japonaise, qui débute en tant que modèle et mannequin en 1992 et commence à tourner dans des drama en 1994. Elle joue notamment le rôle de l'héroïne Tam/Hitomi dans le film Cat's Eye en 1997, adapté du manga Cat's Eye et de l'anime Signé Cat's Eyes.

## Filmographie

### Films
- 1997 : Cat's Eye
- 2000 : Tales of the Unusual (Yo nimo Kimyō na Monogatari), film à sketches, segment « The Marriage Simulator » réalisé par Hisao Ogura
- 2001 : All About Lily Chou-Chou
- 2009 : The Code

### Drama
- Kaibutsu-kun (NTV, 2010)
- Aishiteru (NTV, 2009)
- Atsu-hime (NHK, 2008)
- Himawari (TBS, 2007)
- Oguri Kozukenosuke (NHK, 2007)
- Karei naru Ichizoku (TBS, 2007)
- Iryu - Team Medical Dragon (Fuji TV, 2006)
- Magari Kado no Kanojyo (KTV, 2005)
- Yoshitsune (NHK, 2005)
- Batsu Kare (TBS, 2004)
- Blue Moshiku wa Blue (NHK, 2003)
- Toshishita no Otoko (TBS, 2003)
- Tantei Kazoku (NTV, 2002)
- Pretty Girls (TBS, 2002)
- Ashita ga Arusa (NTV, 2001)
- Tenki-yoho no Koibito (Fuji TV, 2000)
- Semi-Double (Fuji TV, 1999)
- Happy Mania (Fuji TV, 1998)
- Ryakudatsu Ai ~ Abunai Onna (TBS, 1998)
- Beach Boys (Fuji TV, 1997)
- Kanojo Tachi no Kekkon (Fuji TV, 1997)
- Dear Woman (TBS, 1996)
- Hitonatsu no Proposal (TBS, 1996)
- Long Vacation (Fuji TV, 1996)
- Only You Aisarete (NTV, 1996)
- Hitonatsu no Love Letter (TBS, 1995)
- Kagayaku Toki no Naka de (Fuji TV, 1995)
- 29-sai no Christmas (Fuji TV, 1994)
- Ue wo Muite Aruko (Fuji TV, 1994)'